# Chlorosea proutaria
Chlorosea proutaria är en fjärilsart som beskrevs av Richard F. Pearsall 1911. Chlorosea proutaria ingår i släktet Chlorosea och familjen mätare. Inga underarter finns listade i Catalogue of Life.